# レオ・フィッツパトリック
レオナルド・アウレリオ・ランディ・"レオ"・フィッツパトリック(1978年8月10日 - )はアメリカ合衆国の俳優である。

## 来歴
14歳から趣味のスケートボードを通して写真家で後に映画監督として活動するラリー・クラークと親交を持ち、彼の勧めでクラークのデビュー作である『KIDS/キッズ』に出てくる"ヴァージン・キラー"の少年役で俳優デビューする。
『KIDS/キッズ』撮影後、『KIDS/キッズ』をドキュメンタリーだと勘違いし、彼と"ヴァージン・キラー"の少年を同一視する人々に悩まされていたという。現在は『キル・ポイント』など、テレビドラマを中心に活動している。
多くのストリート・アーティストと親交があり、彼らとのコラボレーションによる「FUCK FRIENDS」という作品集を出版している。また、ニューヨークのギャラリー「マールバラ・チェルシー」のディレクターの一人としても知られている。
2008年よりクリエイティブ・ディレクターのChrissie Millerと交際しており(2018年に結婚)、2016年に彼女との間に1児をもうけていた。

## フィルモグラフィ

### 映画
| 公開年 | 邦題 原題                                                | 役名                   | 備考           |
| ------ | -------------------------------------------------------- | ---------------------- | -------------- |
| 1995   | KIDS/キッズ Kids                                         | テリー                 |                |
| 1998   | アナザー・デイ・イン・パラダイス Another Day in Paradise | 門番                   |                |
| 2001   | ストーリーテリング Storytelling                          | マーカス               |                |
| 2001   | BULLY ブリー Bully                                       | 殺し屋(カーフマン)     |                |
| 2001   | バブル・ボーイ Bubble Boy                                | トッド                 |                |
| 2001   | セレンディピティ Serendipity                             | リース会社の派遣社員   |                |
| 2004   | ブラインド・ホライズン Blind Horizon                     | スターリング           |                |
| 2006   | フェイ・グリム Fay Grim                                  | カール・フォグ         |                |
| 2007   | バンク・クラッシュ How to Rob a Bank                     | ガンマン               |                |
| 2009   | フローズン・ドリーム/煽情の殺人 Winter of Frozen Dreams  | クチュール刑事         |                |
| 2013   | 凍える夜に、盲目の殺し屋トポ Cold Comes the Night        | ドニー                 | 日本劇場未公開 |
| 2016   | 水面に映る影 The Drowning                                | アンガス・マクドナルド |                |

### テレビシリーズ
| 放映年    | 邦題 原題                                               | 役名                 | 備考                                |
| --------- | ------------------------------------------------------- | -------------------- | ----------------------------------- |
| 2000      | ザ・プラクティス ボストン弁護士ファイル The Practice    | ダリル               | シーズン4 第14話 "Checkmates"       |
| 2002-2004 | THE WIRE/ザ・ワイヤー The Wire                          | ジョニー・ウィークス | 14エピソード                        |
| 2004      | LAW & ORDER:犯罪心理捜査班 Law & Order: Criminal Intent | チョップス           | シーズン3 第19話 "生まれ持った宿命" |
| 2005      | カーニバル Carnivàle                                    | Ern                  | 2エピソード                         |
| 2005-2007 | マイネーム・イズ・アール My Name Is Earl                | ソニー               | 4エピソード                         |
| 2007      | キル・ポイント The Kill Point                           | マイケル / Mrマウス  | 8エピソード                         |
| 2010      | サンズ・オブ・アナーキー Sons of Anar                   | シェパード           | 2エピソード                         |
| 2010      | バーン・ノーティス 元スパイの逆襲 Burn Notice           | テッド               | シーズン4 第16話 "偽りの仮面"       |
| 2012      | ブルーブラッド 〜NYPD家族の絆〜 Blue Bloods             | レオ・パッカー       | シーズン2 第22話 "母への想い"       |
| 2013      | Banshee/バンシー Banshee                                | マクティーグ         | シーズン1 第5話 "The Kindred"       |
| 2015      | GOTHAM/ゴッサム Gotham                                  | ジョー・パイク       | 2エピソード                         |
| 2018      | マニアック Maniac                                       | ランス               | ミニシリーズ                        |